# GZR
GZR é uma banda de metalcore liderada pelo baixista Terry 'Geezer' Butler (membro original do Black Sabbath). A banda na verdade já se apresentou com três nomes diferentes em seus álbuns comercializados. Em 1995 g//z/r, depois meramente geezer em 1997 e a partir de 2005 GZR. A maioria dos fãs refere-se a banda como "geezer", no entanto Geezer Butler faz referência à pronúncia G-Z-R (gee-zee-ar).[carece de fontes?] Pedro Howse, o guitarrista da banda, também é sobrinho de Butler. Ele já havia participado também do projeto solo do músico Geezer Butler Band (1984-1988). Apesar desta coincidência de membros os dois projetos não têm aparentemente nenhuma ligação.[carece de fontes?]

## Integrantes

### Atuais
- Clark Brown (1997–presente) - vocal (originalmente da banda de metal/hardcore estado-unidense Symatic)
- Pedro Howse - guitarra
- Geezer Butler - baixo, keyboards
- Chad Smith (2005–presente) - bateria (não se trata de Chad Smith do Red Hot Chili Peppers)

### Passado
- Burton C. Bell (1995)- vocal
- Deen Castronovo (1995–1997) - bateria
- Mario Frasca (1996) - vocal (apenas participação especial)
- Lisa Rieffel (2005) - vocal (apenas participação especial)

## Discografia
- 1995: Plastic Planet
- 1996: Cycle of Sixty/X13 (EP)
- 1996: Mortal Kombat: More Kombat (Compilação) - Faixa: 'Outworld'
- 1997: Black Science
- 2005: Ohmwork[2]